# Fire Emblem Echoes: Shadows of Valentia
Fire Emblem Echoes: Shadows of Valentia  (ファイアーエムブレム エコーズ もうひとりの英雄王 Faiā Emuburemu Ekōzu: Mō Hitori no Eiyū-ō?) es un videojuego de rol táctico desarrollado por Intelligent Systems y publicado por Nintendo para la videoconsola portátil Nintendo 3DS. Pertenece a la saga Fire Emblem.

## Jugabilidad
Fire Emblem Echoes: Shadows of Valentia es un remake de Fire Emblem Gaiden. Gaiden fue publicado en 1992 para Famicom. El juego contenía varios elementos muy diferentes de su predecesor, Fire Emblem: Ankoku Ryū to Hikari no Tsurugi; mantenía el sistema de juego táctico y de rol, e incluía nuevas funciones como mapas explorables, y mecánicas simplificadas. Debido a los cambios, se le considera un rareza en la serie, puesto que muchas de esas variaciones no repitieron en otros juegos hasta mucho más tarde. Gaiden no salió de Japón. Fire Emblem Echoes reimagina el mundo del juego, mientras que conserva sus elementos diferenciadores. Los personajes han sido rediseñados por Hidari. Contiene doblaje completo y escenas animadas a cargo de Studio Khara.

## Sinopsis
Hace mucho tiempo, los dioses hermanos Mila y Duma lucharon por el control del reino de Valentia. Al final, cada uno tomó una mitad del reino. En el sur, Mila formaría el Reino de Zofia, una tierra de abundancia. Sin embargo, con el tiempo se arruinó. En el norte, Duma forma el Imperio de Rigel, una tierra desolada. El juego sigue a Alm y Celica, amigos de la infancia que se separan para restaurar la paz de Valentia.

## Desarrollo
El juego fue anunciado en enero de 2017, durante un Nintendo Direct dedicado a Fire Emblem. Será publicado en dos ediciones, la normal y la especial, con diferentes extras dependiendo de la región. Al mismo tiempo que el juego, se lanzarán figuras amiibo de Alm y Celica (incluidas en la edición especial europea). Dichos amiibos desbloquean una mazmorra. El juego contiene voces en inglés, sin la opción de audio dual, así que las voces japonesas no están disponibles en las ediciones occidentales.
El juego dispone de contenido descargable, así como un pase de temporada que da acceso a dicho contenido conforme vaya saliendo.